# 고개 (북제)
고개(高湝, 538년 ~ 578년)는 중국 남북조시대 북제의 황족이자 비정통 황제이다. 작위는 임성왕(任城王)이다. 고환의 10남으로 모친은 소이주씨(小爾朱氏)이다.

## 생애
550년, 문선제가 즉위하자 임성왕(任城王)으로 봉해졌다. 이후 고연, 고담의 치세에는 진양(晋陽, 북제의 부도/副都)에 머무르며 병주(幷州)의 사무를 담당했다. 이후 상서좌복야, 사도, 태위, 대장군, 대사마를 거쳐 567년 정평군공(正平郡公)으로 책봉되었다.
570년, 태재(太宰)가 되었고 572년엔 우승상, 도독, 청주자사(青州刺史)를 역임했다. 574년 최울파(崔蔚波)의 반란을 진압한 공로로 좌승상 및 영주자사(瀛州刺史)에 임명되었다.
573년, 남조의 진(陳)이 북제를 공격해 9군(郡)을 빼앗겼으며 575년 우문옹의 치명타로 북제는 존립의 위기에 처했다. 이 시기 고개는 대승상이 되었으며 576년, 당시 황제 고위가 진양을 버리고 도주하자 진양에 남아있던 신하들은 고연종을 황제로 추대, 고연종이 고개에게 합류를 제안했으나 고개는 거부하였다.
이후 고연종이 북주군에게 패하고 수도인 업성까지 쫓아오자 정제(正帝) 고위는 고항에게 양위하였으나 고항은 20일 만에 고개에게 양위하였다. 이후 고개의 정식 즉위를 위해 곡률효경(斛律孝卿)에게 옥새와 양위 문서를 전달하게 하였으나 곡률효경이 북주에 투항하여 고개는 정식 제위에 오르지 못했다. 이후에도 고개는 조카 고효형(高孝珩) 함께 기주(冀州)에서 남은 세력을 모아 북주군에 맞섰으나 우문헌(宇文憲)에게 패해 포로로 붙잡혔고, 578년 고항과 함께 처형되었다.

## 참고 자료
- 고개